# Margaux Okou-Zouzouo
Pour les articles homonymes, voir Okou (homonymie).
Margaux Okou-Zouzouo est une joueuse française de basket-ball, née à Biarritz le 18 février 1991.

## Carrière
Dès son plus jeune âge, 4 ans, elle commence le basket au CEP Poitiers. Puis, elle intègre en 2003 le Pôle Espoir Poitou-Charentes au CREPS  de Boivre. En 2005, elle rejoint le Centre de Formation du Bourges Basket.
Issue du centre fédéral (2006-2009), elle a été internationale cadettes (championne d'Europe 2007) et juniors (vice-championne d'Europe juniors 2009). À l'été 2011, elle n'est toutefois pas retenue en Équipe de France des 20 ans et moins dû à une blessure au tendon d'Achille. À la suite de cette blessure, elle se fera opérer.
En septembre 2009, elle fait ses débuts en LFB avec Aix-en-Provence.
A l'été 2013, après son départ de Nice, elle signe en LF2 à Perpignan. Relégué en Ligue 2, Perpignan est de nouveau sacré champion de Ligue 2 en s'imposant face à COB Calais (77-56) en finale.
Après la disparition de Perpignan, où elle devait effectuer une seconde saison, elle signe en septembre 2014 en LFB au Toulouse Métropole Basket.
Après une saison 2016-2017 à Calais avec des moyennes de 9,7 points et 3,4 rebonds, elle s'engage la saison suivante avec une autre équipe de Ligue 2, Strasbourg Illkirch-Graffenstaden. Sa saison est écourtée à la suite d'une nouvelle opération du tendon d'Achille.
En mars 2018, elle devient membre du comité directeur du Syndicat national des basketteurs. Pour la  saison 2018-2019, elle retourne jouer au Cavigal Nice Basket 06.
Au retour de sa blessure, elle réalise une saison accomplie en terre niçoise avec 12,2 points moyenne et 4,2 rebonds. Elle s'engage la saison suivante avec le Reims Basket Féminin.
Parallèlement, elle poursuit ses études tout au long de sa carrière. Elle obtient en 2015, un BTS en commerce international. Depuis 2018, elle a intégré L'EDHEC au sein du programme BBA Online réservé aux sportifs de haut niveau.

## Palmarès

### Équipes nationales
- 2010 : équipe de France Espoirs féminines - 4e du Championnat d'Europe
- 2009 : équipe de France Juniors féminines - 2e du Championnat d'Europe
- 2009 : équipe de France Juniors féminines - 7e du Championnat du Monde
- 2008 : équipe de France Juniors féminines - 4e du Championnat d'Europe
- 2007 : équipe de France Cadettes - 1re du Championnat d'Europe
- 2006 : équipe de France Cadettes - 5e du Championnat d'Europe

### Club
- Championnat de France de basket-ball de Ligue féminine 2 : 2014
- Vice-championne de France de basket-ball de Ligue féminine 2 : 2013